# Бурмеч Василь Васильович
Василь Васильович Бурмеч — український військовослужбовець, молодший сержант Збройних сил України, учасник російсько-української війни. Герой України (2023).
Учасник ООС. Після початку повномасштабного російського вторгнення продовжує виконувати бойові завдання.

## Нагороди
- Звання Герой України з врученням ордена «Золота Зірка» (23 серпня 2023) — за особисту мужність і героїзм, виявлені у захисті державного суверенітету та територіальної цілісності України, самовіддане служіння Українському народу[1][2][3];
- орден «За мужність» I ступеня (2 травня 2024) — за особисту мужність, виявлену у захисті державного суверенітету та територіальної цілісності України, самовіддане виконання військового обов'язку[4];
- орден «За мужність» II ступеня (6 квітня 2022) — за особисту мужність і самовіддані дії, виявлені у захисті державного суверенітету та територіальної цілісності України, вірність військовій присязі[5];
- орден «За мужність» III ступеня (7 червня 2021) — за особисту мужність і самовіддані дії, виявлені у захисті державного суверенітету та територіальної цілісності України[6].